# Monocoupe Aircraft

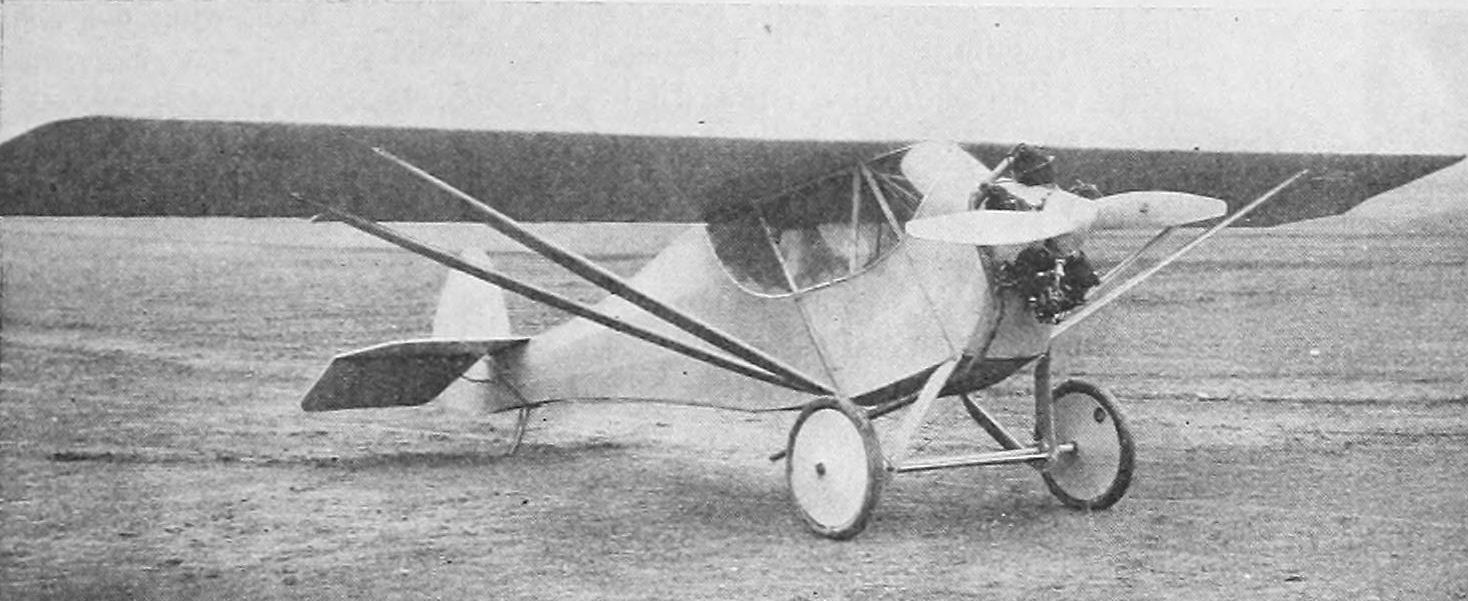
Monocoupe Model 22, mei 1927

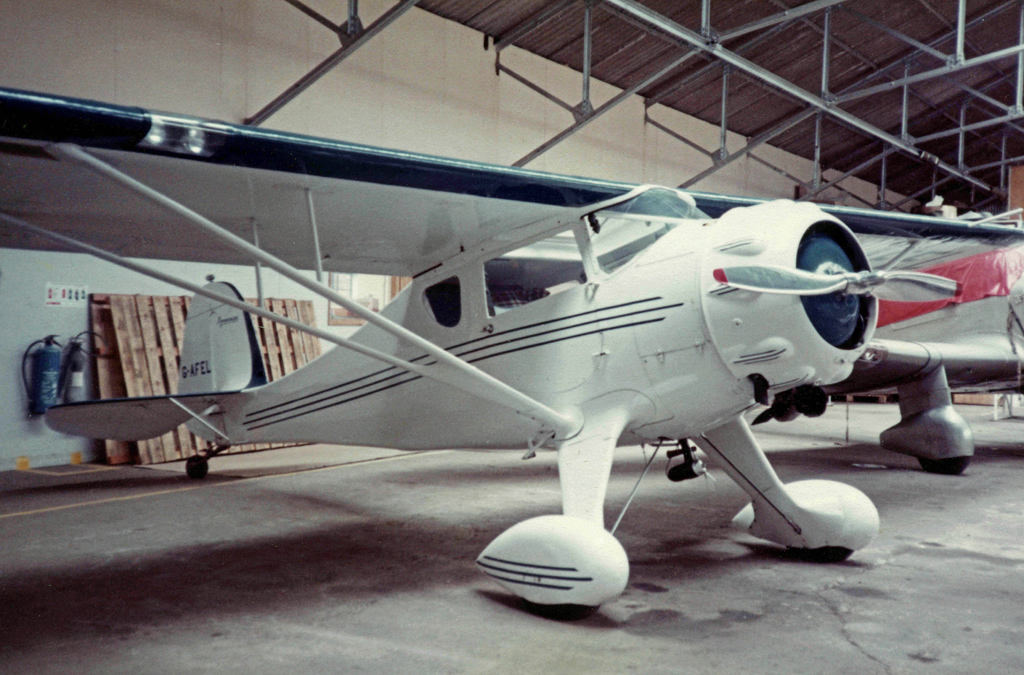
Monocoupe Model 90A, Biggin Hill aerodrome 1982

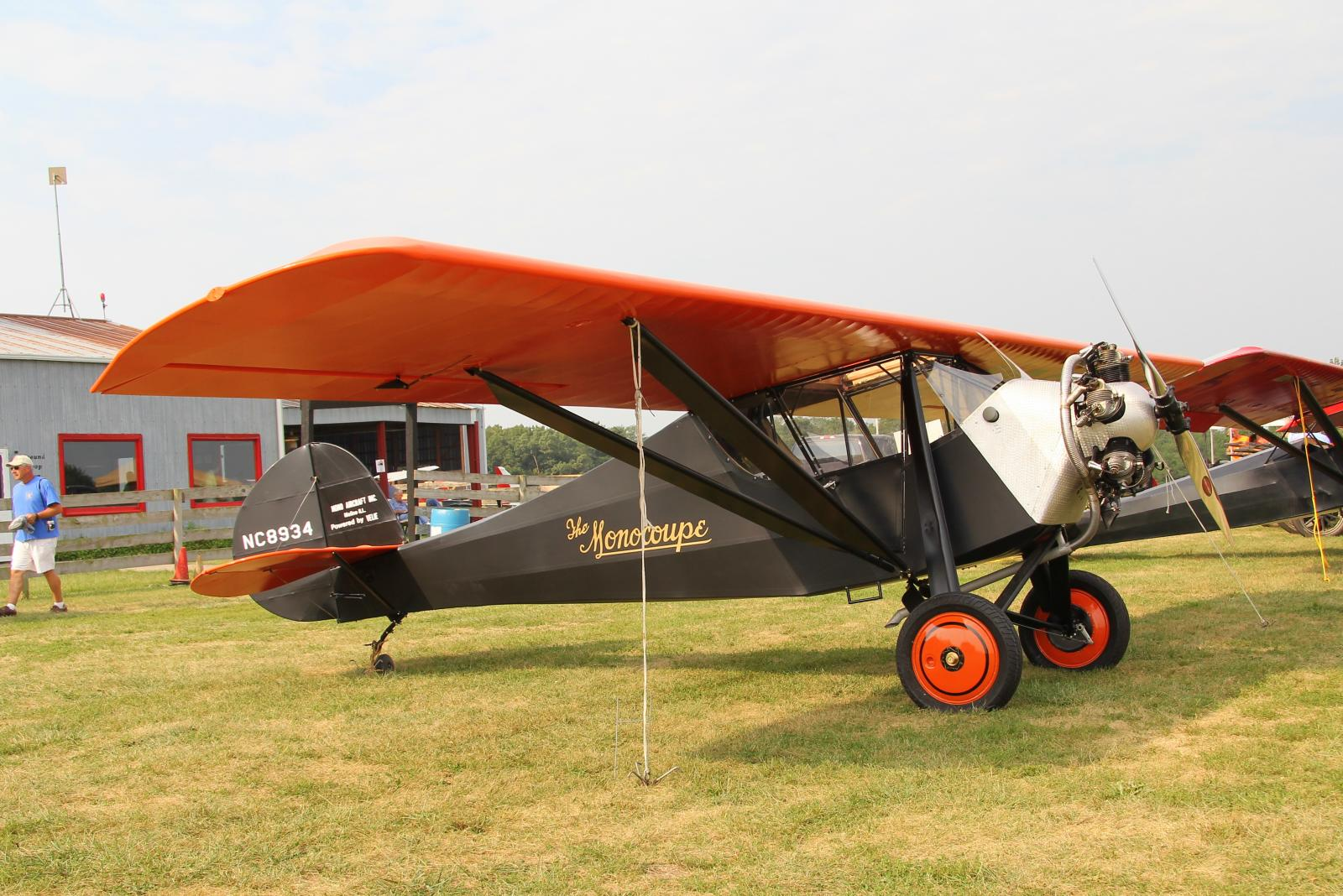
Monocoupe 113, 2011

 Monocoupe Aircraft  was een Amerikaanse fabrikant van sportieve lichte tweezitter vliegtuigen met een gesloten cabine. Het bedrijf werd opgericht in 1927. Eind jaren 1920 bestond de markt voor sportvliegtuigen voornamelijk nog uit onderhoudsintensieve open tweezitters. De betaalbare en goed presterende Monocoupe tweezitter vliegtuigen lagen in de jaren 1920 en 1930 direct goed in de markt voor privévliegers.

## Historie
Het bedrijf werd in 1927 opgericht door de ondernemer Don Luscombe onder de naam Central States Airplane Company, om in samenwerking met autoconstructeur Willard Velie Monocoupe vliegtuigen (ontworpen door Clayton Folkerts) te bouwen. De bedrijfsnaam is door diverse samenwerkingen met andere bedrijven in de jaren 1930 verschillende malen veranderd, in 1932 luidde de naam Monocoupe Corporation. Tijdens de Tweede Wereldoorlog lag de firma Monocoupe stil. Sinds 1948 leidt Monocoupe onder de naam Monocoupe Airplane and Engine Corporation een sluimerend bestaan onder verschillende eigenaren. Sinds 2016 bouwt het bedrijf gemoderniseerde replica's van de Monocoupe 110 Special met een zevencilinder Scarab 185 stermotor.

### Belangrijke modellen
Monocoupe Model 22Een van de eerste vliegtuigen van Monocoupe Aircraft uit 1927 met een vijfcilinder stermotor van 60 pk. Het sportieve hoogdekker toestel had twee side-by-side zitplaatsen in een gesloten cabine.
Monocoupe Model 90Dit Monocoupe toestel had een 90 pk motor waarmee een kruissnelheid van 180 km/u uur werd gehaald en een vliegbereik van 970 km kon worden gerealiseerd.
Monocoupe Model 113Een aangepaste versie van de model 90 met een vernieuwd landingsgestel. De 113 werd vanwege zijn goedmoedige vlieggedrag vaak ingezet als lestoestel.
Monocoupe model 110Speciale race-uitvoering met verkorte vleugels, het toestel kon een maximumsnelheid van 298 km/u halen en een kruissnelheid van 250 km/u. Er bevindt zich een exemplaar genaamd 'Little Butch' in het National Air and Space Museum in Washington D.C.

## Lijst met vliegtuigen
| Model                 | Eerste vlucht | Aantal gebouwd | Type    |
| --------------------- | ------------- | -------------- | ------- |
| Monocoupe Meteor      |               |                |         |
| Monocoach Model H     |               |                |         |
| Monocoach Model 201   |               |                |         |
| Monocoach Model 275   |               |                |         |
| Monocoupe Model 5     |               |                |         |
| Monocoupe Model 22    | 1927          | 20             |         |
| Monocoupe Model 70    | 1928          |                |         |
| Monocoupe Model 90    | 1928          | 324            |         |
| Monocoupe Model 110   | 1931          | 10             | racer   |
| Monocoupe Model 113   | 1929          |                | Trainer |
| Monocoupe Model 125   |               |                |         |
| Monocoupe Model D-145 |               |                |         |
| Monoprep Model 90     |               |                |         |
| Monoprep Model 218    |               |                |         |
| Monosport Model 1     |               |                |         |
| Monosport Model 2     |               |                |         |
| Monosport Model D     |               |                |         |
| Monosport Model G     |               |                |         |
| Monocoupe Model 1344  |               |                |         |